# Санто-Пекоа (аэропорт)

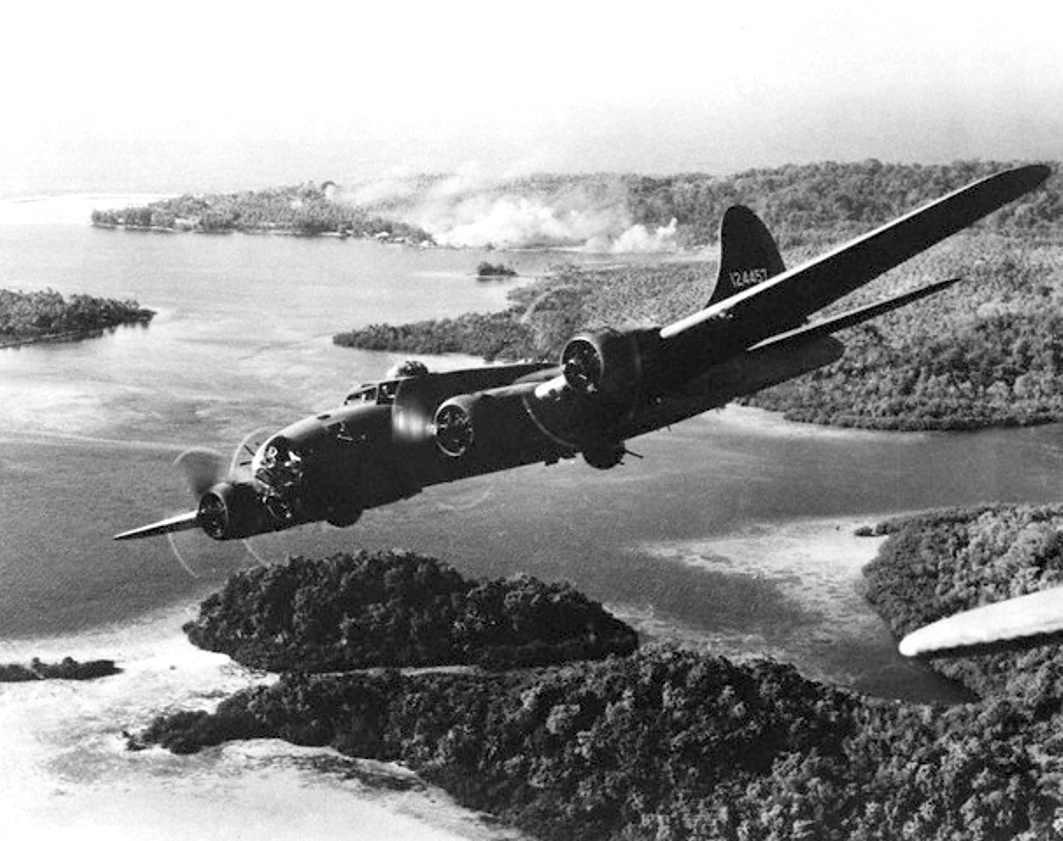
Boeing B-17F 26-й бомбардировочной эскадрильи 11-й бомбардировочной группы над японскими позициями на острове Гизо, Соломоновы Острова. 5 октября 1942 года

Международный аэропорт Санто-Пекоа (англ. Santo-Pekoa International Airport, (ИАТА: SON, ИКАО: NVSS)) — гражданский аэропорт, расположенный в городе Люганвиль на острове Эспириту-Санто, Вануату. Аэропорт находится в собственности коммерческой компании «Airports Vanuatu Limited».

## История
Аэродром Люганвиль (он же — Аэродром Пекоа-Филд) был построен американскими военнослужащими во время Второй мировой войны и использовался в качестве плацдарма военно-воздушных сил США для проведения военных операций на Соломоновых островах. Аэродром Люганвиль в разные периоды войны являлся базой для следующих подразделений армии США:
- штаб-квартира XIII Командования бомбардировочной авиацией, 13 января — 20 августа 1943 года;
- штаб-квартира XIII Командования истребительной авиацией, 22 января — декабрь 1943 года;
- 5-я бомбардировочная группа, 1 декабря 1942 — 19 августа 1943 года;
- 11-я бомбардировочная группа, 22 июля 1942 — 8 апреля 1943 года;
- 18-я истребительная группа, 11 марта — 17 апреля 1943 года;
- 4-я разведывательная группа, 23 января 1943 — 6 мая 1944 года;
- 403-я бронетранспортная группа, 13 сентября 1943 — 30 августа 1944 года.